# Associazione Calcio Sant'Anastasia 2000-2001
Questa voce raccoglie le informazioni riguardanti l'Associazione Calcio Sant'Anastasia nelle competizioni ufficiali della stagione 2000-2001.

## Stagione
Il Sant'Anastasia disputa il suo secondo campionato di Serie C2 nella stagione 2000-2001. Inserito nel girone C, si classifica in quattordicesima posizione con 42 punti e si salva tramite play-out.
In Coppa Italia Serie C viene eliminato nel corso dei sedicesimi di finale.

## Divise e sponsor
| Casa | Trasferta |

## Rosa
| N. |                   | Ruolo | Calciatore             |
| -- | ----------------- | ----- | ---------------------- |
|    | Italia (bandiera) | P     | Marco Morrone          |
|    | Italia (bandiera) | P     | Graziano Muscedere     |
|    | Italia (bandiera) | D     | Massimo Cavaliere      |
|    | Italia (bandiera) | D     | Alessandro D'Andrea    |
|    | Italia (bandiera) | D     | Salvatore Esposito     |
|    | Italia (bandiera) | D     | Vincenzo Feola         |
|    | Italia (bandiera) | D     | Giovanni Ferraro       |
|    | Italia (bandiera) | D     | Cristiano Gagliarducci |
|    | Italia (bandiera) | D     | Simone Masi            |
|    | Italia (bandiera) | D     | Marco Pisano           |
|    | Italia (bandiera) | D     | Gennaro Sardo          |
|    | Italia (bandiera) | C     | Michele Adelfio        |
|    | Italia (bandiera) | C     | Dario Antonini         |
|    | Italia (bandiera) | C     | Daniele Bonetti        |
|    | Italia (bandiera) | C     | Francesco Cetronio     |
|    | Italia (bandiera) | C     | Antonio De Leonardis   |

| N. |                   | Ruolo | Calciatore            |
| -- | ----------------- | ----- | --------------------- |
|    | Italia (bandiera) | C     | Salvatore Di Maio     |
|    | Italia (bandiera) | C     | Fabio Manganiello     |
|    | Italia (bandiera) | C     | Nunzio Mollo          |
|    | Italia (bandiera) | C     | Giuseppe Morfù        |
|    | Italia (bandiera) | C     | Francesco Mortelliti  |
|    | Italia (bandiera) | C     | Pietro Tarantino      |
|    | Italia (bandiera) | A     | Raimondo Acampora     |
|    | Italia (bandiera) | A     | Alberto Borsa         |
|    | Italia (bandiera) | A     | Alessandro Castellano |
|    | Italia (bandiera) | A     | Emiliano Conti        |
|    | Italia (bandiera) | A     | Antonino Di Maggio    |
|    | Italia (bandiera) | A     | Massimo Marsich       |
|    | Italia (bandiera) | A     | Gianni Matticari      |
|    | Italia (bandiera) | A     | Stefano Sgambati      |
|    | Italia (bandiera) | A     | Maurizio Striano      |
|    | Italia (bandiera) | A     | Ezio Velardi          |

## Calciomercato

### Sessione estiva
| Acquisti | Acquisti              | Acquisti    | Acquisti |
| R.       | Nome                  | da          | Modalità |
| -------- | --------------------- | ----------- | -------- |
| P        | Marco Morrone         | Fiorenzuola |          |
| D        | Simone Masi           | Saronno     |          |
| D        | Marco Pisano          |             |          |
| C        | Antonio De Leonardis  | Catanzaro   |          |
| C        | Giuseppe Morfù        | Catanzaro   |          |
| C        | Francesco Mortelliti  |             |          |
| C        | Pietro Tarantino      | Fasano      |          |
| A        | Alessandro Castellano | Tricase     |          |
| A        | Emiliano Conti        | Lazio       |          |
| A        | Massimo Marsich       | Pontedera   |          |

| Cessioni | Cessioni              | Cessioni    | Cessioni |
| R.       | Nome                  | a           | Modalità |
| -------- | --------------------- | ----------- | -------- |
| P        | Vincenzo Di Muro      | Giulianova  |          |
| P        | Salvatore Santarsiero | Melfi       |          |
| D        | Vincenzo D'Ambrosio   | Savoia      |          |
| D        | Antonio Rogazzo       | Cavese      |          |
| C        | Alessio Balducci      | Aglianese   |          |
| C        | Massimo Carnevale     | Martina     |          |
| C        | Isidoro Izzo          | Fasano      |          |
| C        | Sandro Luciano        | Palmese     |          |
| C        | Angelo Mazzarella     | Isernia     |          |
| C        | Andrea Pallanch       | Vallagarina |          |
| C        | Giuseppe Vives        | Juve Stabia |          |
| A        | Giuseppe Barrucci     | Cavese      |          |
| A        | Alessandro Castellano | Taurisano   |          |
| A        | Gianluca Catania      | Latina      |          |
| A        | Gianni Matticari      | Turris      |          |

### Sessione invernale
| Acquisti | Acquisti               | Acquisti         | Acquisti |
| R.       | Nome                   | da               | Modalità |
| -------- | ---------------------- | ---------------- | -------- |
| D        | Cristiano Gagliarducci | Teramo           |          |
| C        | Michele Adelfio        | Teramo           |          |
| C        | Dario Antonini         | Udinese          |          |
| C        | Fabio Manganiello      | Castel di Sangro |          |
| A        | Alberto Borsa          | Avellino         |          |
| A        | Gianluca Catania       | Campobasso       |          |
| A        | Antonino Di Maggio     | Marsala          |          |
| A        | Gianni Matticari       | Turris           |          |

| Cessioni | Cessioni          | Cessioni    | Cessioni   |
| R.       | Nome              | a           | Modalità   |
| -------- | ----------------- | ----------- | ---------- |
| D        | Gennaro Sardo     | Terzigno    |            |
| C        | Bordone           |             | svincolato |
| C        | Salvatore Di Maio | Internapoli |            |
| C        | Luca Lucci        |             | svincolato |
| C        | Pietro Tarantino  | Foggia      |            |
| A        | Massimo Marsich   | Foggia      |            |
| A        | Emiliano Conti    | Teramo      |            |

## Risultati

### Serie C2

#### Girone di andata
| Arbitro: | Santucci (Reggio Calabria) |

|              |           |  |
| Semplice 30’ | Marcatori |  |

| Arbitro: | De Marco (Chiavari) |

|                           |           |            |
| Marsich 2’ Morfù 25’, 44’ | Marcatori | 92’ Kamara |

| Arbitro: | Tonolini (Milano) |

|                           |           |                          |
| Russo 48’ Teta 94’ (rig.) | Marcatori | 13’ Sgambati 84’ Bovetti |

| Arbitro: | Benedetto (Messina) |

|                              |           |  |
| Marsich 18’ (rig.) Sardo 88’ | Marcatori |  |

| Arbitro: | Ciancaleoni (Foligno) |

|                                 |           |  |
| Carbonaro 5’ Baratto 50’ (rig.) | Marcatori |  |

| Arbitro: | Micoli (Tivoli) |

|                    |           |              |
| Marsich 60’ (rig.) | Marcatori | 79’ Esposito |

| Arbitro: | Ioseffi (Siena) |

|                   |           |  |
| Corona 84’ (rig.) | Marcatori |  |

| Arbitro: | Girardi (San Donà di Piave) |

|  |           |                                 |
|  | Marcatori | 48’ (rig.) Verolino 81’ Chietti |

| Arbitro: | Barbalich (Pesaro) |

|                                 |           |  |
| Conti 65’ (aut.) Insanguine 95’ | Marcatori |  |

| Portici 5 novembre 2000, ore 14:30 CET 10ª giornata | Sant'Anastasia | 0 – 0 referto | Turris | Stadio San Ciro (1 000 spett.)\| Arbitro: \| Zenere (Schio) \| |
| Arbitro:                                            | Zenere (Schio) |               |        |                                                                |

| Arbitro: | Ciancaleoni (Foligno) |

|                                 |           |              |
| Pennacchietti 16’ Ricchetti 88’ | Marcatori | 30’ Cetronio |

| Arbitro: | De Marco (Chiavari) |

|  |           |               |
|  | Marcatori | 53’ Ferazzoli |

| Arbitro: | Lopes (Torino) |

|                                   |           |  |
| Bonetti 19’ Morfù 46’ Bonetti 64’ | Marcatori |  |

| Arbitro: | Marti (Modena) |

|                                        |           |  |
| Di Muro 66’ Latartara 75’ Del Core 90’ | Marcatori |  |

| Arbitro: | Torella (Roma) |

|              |           |             |
| Cetronio 29’ | Marcatori | 82’ Tortora |

| Arbitro: | Di Renzo (Ostia) |

|                                                  |           |              |
| Caramel 7’ Incrivaglia 28’ (rig.) Scichilone 78’ | Marcatori | 46’ Sgambati |

| Arbitro: | Saveri (Viterbo) |

|             |           |                 |
| Bonetti 21’ | Marcatori | 49’ (rig.) Cosa |

#### Girone di ritorno
| Arbitro: | Capozzi (Vicenza) |

|                           |           |  |
| Cetronio 38’ Sgambati 55’ | Marcatori |  |

| Arbitro: | Rossi (Forlì) |

|                             |           |                           |
| Lugnan 51’ Gragnaniello 70’ | Marcatori | 57’ Di Maggio 88’ Bonetti |

| Terzigno 28 gennaio 2001, ore 14:30 CET 20ª giornata | Sant'Anastasia   | 0 – 0 referto | Juve Stabia | Stadio Comunale (500 spett.)\| Arbitro: \| Rocchi (Firenze) \| |
| Arbitro:                                             | Rocchi (Firenze) |               |             |                                                                |

| Arbitro: | Giordano (Caltanissetta) |

|                                      |           |  |
| Riganò 23’, 50’, 53’ Bertuccelli 91’ | Marcatori |  |

| Terzigno 11 febbraio 2001, ore 15:00 CET 22ª giornata | Sant'Anastasia    | 0 – 0 referto | Nardò | Stadio Comunale (500 spett.)\| Arbitro: \| Herberg (Messina) \| |
| Arbitro:                                              | Herberg (Messina) |               |       |                                                                 |

| Arbitro: | Ponzalli (Firenze) |

|  |           |               |
|  | Marcatori | 70’ Matticari |

| Arbitro: | Giannoccaro (Lecce) |

|              |           |  |
| Cetronio 92’ | Marcatori |  |

| Arbitro: | Mazzoleni (Bergamo) |

|                        |           |  |
| Amato 29’ Verolino 93’ | Marcatori |  |

| Arbitro: | Cuttica (Alessandria) |

|                                                |           |                                      |
| Matticari 5’ (rig.) Sgambati 7’, 81’ Morfù 22’ | Marcatori | 56’ Zizzariello 94’ (rig.) Facciotto |

| Arbitro: | Ardito (Bari) |

|                     |           |              |
| Rizzioli 17’ (rig.) | Marcatori | 65’ Sgambati |

| Arbitro: | Fenni (Imola) |

|              |           |  |
| Sgambati 24’ | Marcatori |  |

| Arbitro: | Canella (Palermo) |

|                          |           |  |
| Balestrieri 6’ Condò 10’ | Marcatori |  |

| Arbitro: | Marchesi (Bergamo) |

|           |           |  |
| Savio 45’ | Marcatori |  |

| Arbitro: | Giammillaro (Messina) |

|               |           |  |
| Matticari 76’ | Marcatori |  |

| Arbitro: | Marsi (Modena) |

|                                |           |  |
| Calvaresi 52’, 79’ Millesi 91’ | Marcatori |  |

| Arbitro: | Santoro (Domodossola) |

|             |           |  |
| Sgambati 4’ | Marcatori |  |

| Arbitro: | Mazzoleni (Bergamo) |

|  |           |              |
|  | Marcatori | 11’ Sgambati |

### Play-out
| Cava de' Tirreni 29 maggio 2001, ore 20:30 CEST Andata | Cavese        | 0 – 0 referto | Sant'Anastasia | Stadio Simonetta Lamberti (7 000 spett.)\| Arbitro: \| Cenni (Imola) \| |
| Arbitro:                                               | Cenni (Imola) |               |                |                                                                         |

| Arbitro: | Valensin (Milano) |

|              |           |             |
| Sgambati 93’ | Marcatori | 78’ Marzano |

### Coppa Italia Serie C

#### Fase eliminatoria a gironi
| Arbitro: | Ambrosino (Torre del Greco) |

|                           |           |              |
| Cetronio 52’ Sgambati 91’ | Marcatori | 10’ Solimene |

| Arbitro: | Semeraro (Taranto) |

|  |           |              |
|  | Marcatori | 79’ Cetronio |

| Cava de' Tirreni 27 agosto 2000, ore 20:45 CEST 4ª giornata | Cavese | 1 – 0 | Sant'Anastasia | Stadio Simonetta Lamberti |

| Arbitro: | Evangelista (Avellino) |

|                                         |           |                    |
| Morfù 23’, 41’ Cetronio 31’ Marsich 42’ | Marcatori | 56’ (rig.) La Rosa |

#### Sedicesimi di finale
| Arbitro: | Latella (Potenza) |

|                     |           |             |
| Acampora 92’ (rig.) | Marcatori | 76’ Tudisco |

| Arbitro: | Rubino (Salerno) |

|                                        |           |               |
| Silvestri 87’ Ignoffo 109’ Mendil 115’ | Marcatori | 8’ Mortelliti |

## Statistiche

### Statistiche di squadra
| Competizione         | Punti | In casa | In casa | In casa | In casa | In casa | In casa | In trasferta | In trasferta | In trasferta | In trasferta | In trasferta | In trasferta | Totale | Totale | Totale | Totale | Totale | Totale | DR  |
| Competizione         | Punti | G       | V       | N       | P       | Gf      | Gs      | G            | V            | N            | P            | Gf           | Gs           | G      | V      | N      | P      | Gf     | Gs     | DR  |
| -------------------- | ----- | ------- | ------- | ------- | ------- | ------- | ------- | ------------ | ------------ | ------------ | ------------ | ------------ | ------------ | ------ | ------ | ------ | ------ | ------ | ------ | --- |
| Serie C2             | 42    | 17      | 9       | 6       | 2       | 21      | 9       | 17           | 2            | 3            | 12           | 9            | 31           | 34     | 11     | 9      | 14     | 30     | 40     | -10 |
| Serie C2 (Play-out)  | -     | 1       | 0       | 1       | 0       | 1       | 1       | 1            | 0            | 1            | 0            | 0            | 0            | 2      | 0      | 2      | 0      | 1      | 1      | 0   |
| Coppa Italia Serie C | -     | 3       | 2       | 1       | 0       | 7       | 3       | 3            | 1            | 0            | 2            | 2            | 4            | 6      | 3      | 1      | 2      | 9      | 5      | +4  |
| Totale               | -     | 21      | 11      | 8       | 2       | 29      | 13      | 21           | 3            | 4            | 14           | 11           | 35           | 42     | 14     | 12     | 16     | 40     | 46     | -6  |